# Operation Spade
Die Operation Spade (engl. „Operation Spaten“) ist eine internationale Polizeiaktion in Sachen Kinderpornografie. Die Operation begann im Oktober 2010 in Toronto (Kanada), nach 3 Jahren wurde der Öffentlichkeit ein Zwischenbericht präsentiert. Bis November 2013 wurden nach Angaben der kanadischen Polizei 341 Menschen festgenommen und 386 Kinder als potentielle Opfer „gerettet“. Unter den Opfern waren auch deutsche Kinder. In Nordamerika wurden die Ermittlungen im Herbst 2013 abgeschlossen, in anderen Ländern dauern sie noch an. Die Ermittlungen erstreckten sich über 50 Länder.

## Ermittlung
Die kanadische Polizei erfuhr erstmals im Jahr 2005 von „Azov Films“, einem vom Kanadier Brian Way betriebenen Versandhandel. Dieser verkaufte über das Internet Coming-of-Age- und „naturistische“ Filme, in denen meist nackte minderjährige Jungen zu sehen waren.  Das Filmmaterial wurde überwiegend in Osteuropa aufgenommen, meist auf Bestellung von Way. Weil das angebotene Material nicht als illegal eingestuft wurde, sah die Polizei von einer Strafverfolgung ab. Bereits im Jahr 2004 hatte David Eisenlohr, ein kalifornischer Anbieter von „Europäischen Naturistenvideos“, Klage beim United States Patent and Trademark Office gegen Way eingereicht, weil dieser Raubkopien seiner Videos online angeboten habe. 2007 schrieb er an den kanadischen Justizminister, um sich über den „Diebstahl geistigen Eigentums“ zu beschweren und sich zu erkundigen, ob kanadische Gesetze dem Einhalt gebieten könnten. Eisenlohr wurde im Jahr 2009 in einem Gerichtsverfahren, das durch die Hausdurchsuchung bei einem Kunden von ihm ausgelöst worden war, vom Vorwurf des Handels mit Kinderpornografie freigesprochen.
Als Azov sich als Weiterverkäufer von Filmen herausstellte, die ein im August 2010 in Rumänien festgenommener Karatelehrer aus Deutschland seit 2007 gedreht hatte, wurden die Ermittlungen gegen Way im Oktober 2010 wieder aufgenommen. Der kanadische Undercover-Polizist Paul Krawczyk gab sich als Interessent aus, konnte sich in eine anonyme Webseite einloggen und Fotos herunterladen. Im Mai 2011 wurde bei einer Razzia in Ways Privat- und Büroräumen umfangreiches Beweismaterial sichergestellt, darunter 500 Filme und knapp 300.000 Fotos. Darunter soll sich auch Material befinden, das sexuelle Akte mit jungen Kindern zeigt. Ob dieses Material jedoch in direktem Zusammenhang mit Azov steht, ist nicht bekannt. Mithilfe der sichergestellten Unterlagen konnten die kanadische Polizei und United States Postal Inspection Service die Kundendaten von Azov Films rekonstruieren und an Interpol übermitteln.
Die folgenden internationalen Ermittlungen führten nicht nur zu Verhaftungen wegen Erwerbs von Azov-Videos, sondern brachten auch andere Straftaten ans Licht. Bis November 2013 wurden 341 Menschen festgenommen und 386 Kinder in Staatsobhut genommen. Im Verlauf der Operation Spade zeigte sich, dass überdurchschnittlich viele Kunden des Kinderpornorings in Berlin und Hessen ansässig waren. Mindestens zwei Beschuldigte nahmen sich das Leben, unter ihnen der Stabschef eines US-Senators.

### Rechtliche Einstufung und Strafverfolgung
Von den etwa 600 von Azov vertriebenen Filmen stufte die kanadische Polizei 160 mittels Dost-Test als kinderpornografisch ein; ob diese jedoch auch nach deutschem Recht strafbar wären, ist unklar. Das Bundeskriminalamt stufte in einer ersten Auswertung des sichergestellten und nach Deutschland gelieferten Materials nichts davon als eindeutig kinderpornographisch ein.
Der bei Azov angestellte Filmeditor bekannte sich im Sommer 2014 der Herstellung von Kinderpornografie in einem Fall schuldig, aufgrund einer Suizidgefahr und Bürgerrechteverletzungen während seiner Untersuchungshaft wurde er lediglich zu einem zweijährigen Hausarrest verurteilt.
Im Februar 2015 wurde Brian Way wegen der Herstellung, Vermarktung und Vertreibung von Kinderpornografie in 16 Fällen angeklagt. Während er sich in den Azov-Produktionen betreffenden Punkten für unschuldig erklärte, bekannte er sich in sieben anderen Fällen des Besitzes von Kinderpornografie schuldig. In der Verhandlung argumentierte die Staatsanwältin unter anderem, dass die in die Anklage aufgenommenen 176 Azov-Filme Kinderpornografie seien müssten, da ihr Hersteller – Way – pädophil sei. Dies brachte ihr eine Rüge durch die vorsitzende Richterin ein. Im Mai 2015 wurde Way in 15 der 16 angeklagten Fälle schuldig gesprochen, das Strafausmaß soll nach einer psychiatrischen Untersuchung des Angeklagten festgelegt werden. Rund 60 der 176 angeklagten Filme seien nach kanadischer Rechtsprechung kinderpornografisch A, da sie sexualisierte Posen und Großaufnahmen von Genitalien enthielten. Zudem gäbe es in der Handlung der Filme keinen Grund für die Nacktheit der Darsteller.

### Ermittlungen in Deutschland und Affäre Edathy
Die Ermittler stießen auch  auf eine internationale Kundenliste, die laut Spiegel-Bericht womöglich Hinweise auf den SPD-Politiker Sebastian Edathy enthielt. Die Ermittlungen der deutschen Behörden hatten eine Durchsuchung seiner Wohnung und seines Büros zur Folge. Nachdem bekannt wurde, dass der SPD-Vorsitzende Sigmar Gabriel über die laufenden Ermittlungen bereits im Oktober 2013 durch den damaligen Bundesinnenminister Hans-Peter Friedrich (CSU) informiert worden war, weitete sich die Affäre zu einer Regierungskrise aus.
Wenig von den Medien beachtet wurde der Umstand, dass Interpol insgesamt 805 deutsche IP-Adressen übermittelt hatte und Edathy lediglich der berühmteste Name auf der Liste war. Mehrere deutsche Staatsanwaltschaften leiteten Ermittlungen gegen Azov-Kunden ein, da sie einen Anfangsverdacht auf kriminelle Handlungen gegeben sahen. Im Februar 2014 entschied das Bundesverfassungsgericht zugunsten der Beschwerde eines Beschuldigten gegen eine Hausdurchsuchung. Der legale Erwerb einer DVD mit Posing-Darstellungen im Jahr 2007 reiche nicht für eine Hausdurchsuchung aus, bei der man ebenjene DVD mit nun – nach einer Gesetzesänderung im Jahr 2008 – strafbaren Inhalten zu finden erhoffe. Im Juni 2014 wurde ein Verfahren in Nordrhein-Westfalen eingestellt, nachdem sich der Beschuldigte auf fehlenden Vorsatz zum Kauf von Kinderpornografie und die Legalitätsklausel von Azov berufen hatte.